# Sarah Young
Sarah Young (Sidcup; 15 d'abril de 1971) és una ex actriu pornogràfica britànica.
Young va començar la seva carrera ja en 1986 quan tenia 15 anys, com a model topless per a la pàgina 3 del diari The Sun. Als 18 anys, un amic la va introduir en la indústria porno, i va ser contractada breument a Private Media Group i Color Climax Corporation. Poc després el productor porno alemany Hans Moser la va descobrir, així com prèviament havia descobert a Teresa Orlowski. Moser va convidar Young a Alemanya i va fer d'ella una estrella, una espècie de "seguidora" d'Orlowski, després que Moser i Orlowski se separessin en termes no amistosos. Young i Moser es van casar en 1991, però poc després es van divorciar.
Durant la seva carrera en la indústria porno, va actuar en les seves pròpies sèries i diverses desenes de pel·lícules porno. També va treballar com a guionista i directora. Als Venus Award del 6 de desembre de 1997, quan va ser guardonada com a millor actriu de l'any, va anunciar que s'anava de la indústria porno, per a estudiar dret als Estats Units.

## Premis
- 1997: Venus Award "Millor Actriu Europea"[2]

## Filmografia
- Dirty Woman (1989)
- The Young One – Part 1 (1991) – Part 16
- Naked Neighbours (1994)
- Hamlet (1997)
- The Golden Girl Part 1 – 4
- The Sarah Young Collection Part 1 – 6
- Sexy Secrets (div. Folgen)
- Decameron Tales X
- Private Fantasies 1 – 30
- Sexy Nikita
- Nikita schafft sie alle
- Private Moments